# فینال جام یوفا ۱۹۷۷
فینال جام یوفا ۱۹۷۷، رقابت پایانی جام یوفا در سال ۱۹۷۷ میلادی است که مابین دو تیم باشگاه فوتبال یوونتوس و باشگاه فوتبال اتلتیک بیلبائو برگزار شده‌است.
این مسابقه که در تاریخ‌های ۴ مه ۱۹۷۷ و ۱۸ مه ۱۹۷۷ انجام شده‌است در مجموع با نتیجه ۲ بر ۲ و با توجه به قانون گل زده در خانه حریف به سود باشگاه فوتبال یوونتوس به پایان رسید.